# 애슐레이 샤프 체스트넛
애슐레이 샤프 체스트넛(Ashlei Sharpe Chestnut, 1992년 8월 9일 ~ )은 미국의 배우, 작가이다.

## 참여 작품
- 고담 (드라마)
- 미스터리 오브 로라
- 홈랜드 (드라마)
- 굿 파이트
- 인스팅크트
- NCIS: 로스앤젤레스